# Modena Football Club 1954-1955
Questa voce raccoglie le informazioni riguardanti il Modena Football Club nelle competizioni ufficiali della stagione 1954-1955.

## Rosa
| N. |                   | Ruolo | Calciatore           |
| -- | ----------------- | ----- | -------------------- |
|    | Italia (bandiera) | C     | Italo Acconcia       |
|    | Italia (bandiera) | D     | Renato Braglia       |
|    | Italia (bandiera) | A     | Basilio Cabas        |
|    | Italia (bandiera) | A     | Giuseppe Calzolari   |
|    | Italia (bandiera) | P     | Alfredo Franci       |
|    | Italia (bandiera) | C     | Antonio Giammarinaro |
|    | Italia (bandiera) | C     | Eliseo Lodi          |
|    | Italia (bandiera) | C     | Oriello Lugli        |
|    | Italia (bandiera) | A     | Evaristo Malavasi    |
|    | Italia (bandiera) | D     | Franco Martinelli    |

| N. |                   | Ruolo | Calciatore         |
| -- | ----------------- | ----- | ------------------ |
|    | Italia (bandiera) | A     | Basilio Parodi     |
|    | Italia (bandiera) | A     | Mario Pallaoro     |
|    | Italia (bandiera) | P     | Luciano Panetti    |
|    | Italia (bandiera) | D     | Bruno Perissinotto |
|    | Italia (bandiera) | C     | Adelmo Ponzoni     |
|    | Italia (bandiera) | A     | Luigi Robotti      |
|    | Italia (bandiera) | C     | Nildo Rosini       |
|    | Italia (bandiera) | A     | Luigi Scarascia    |
|    | Italia (bandiera) | D     | Giuseppe Spezzani  |
|    | Italia (bandiera) | D     | Enzo Zambarda      |

## Risultati

### Serie B

#### Girone di andata
| 19 settembre 1954 1ª giornata | Modena | 1 – 0 | Palermo |  |

| 26 settembre 1954 2ª giornata | Modena | 2 – 0 | Arsenaltaranto |  |

| 3 ottobre 1954 3ª giornata | Alessandria | 1 – 1 | Modena |  |

| 10 ottobre 1954 4ª giornata | Monza | 1 – 1 | Modena |  |

| 17 ottobre 1954 5ª giornata | Modena | 2 – 1 | Parma |  |

| 24 ottobre 1954 6ª giornata | Modena | 4 – 2 | Padova |  |

| 31 ottobre 1954 7ª giornata | Pavia | 2 – 0 | Modena |  |

| 7 novembre 1954 8ª giornata | Modena | 1 – 1 | Legnano |  |

| 14 novembre 1954 9ª giornata | Modena | 1 – 1 | Cagliari |  |

| 21 novembre 1954 10ª giornata | Lanerossi Vicenza | 0 – 0 | Modena |  |

| 12 dicembre 1954 11ª giornata | Modena | 1 – 0 | Marzotto Valdagno |  |

| 19 dicembre 1954 12ª giornata | Verona | 2 – 0 | Modena |  |

| 26 dicembre 1954 13ª giornata | Brescia | 2 – 0 | Modena |  |

| 1º gennaio 1955 14ª giornata | Modena | 0 – 0 | Como |  |

| 9 gennaio 1955 15ª giornata | Salernitana | 1 – 0 | Modena |  |

| 23 gennaio 1955 16ª giornata | Modena | 3 – 1 | Treviso |  |

| 30 gennaio 1955 17ª giornata | Messina | 1 – 1 | Modena |  |

#### Girone di ritorno
| 6 febbraio 1955 18ª giornata | Palermo | 1 – 1 | Modena |  |

| 13 febbraio 1955 19ª giornata | Arsenaltaranto | 2 – 2 | Modena |  |

| 20 febbraio 1955 20ª giornata | Modena | 3 – 2 | Alessandria |  |

| 27 febbraio 1955 21ª giornata | Modena | 1 – 0 | Simmenthal-Monza |  |

| 6 marzo 1955 22ª giornata | Parma | 0 – 0 | Modena |  |

| 13 marzo 1955 23ª giornata | Padova | 2 – 0 | Modena |  |

| 20 marzo 1955 24ª giornata | Modena | 3 – 0 | Pavia |  |

| 3 aprile 1955 25ª giornata | Legnano | 2 – 1 | Modena |  |

| 10 aprile 1955 26ª giornata | Cagliari | 0 – 0 | Modena |  |

| 17 aprile 1955 27ª giornata | Modena | 1 – 2 | Lanerossi Vicenza |  |

| 24 aprile 1955 28ª giornata | Marzotto Valdagno | 0 – 0 | Modena |  |

| 1º maggio 1955 29ª giornata | Modena | 4 – 0 | Verona |  |

| 8 maggio 1955 30ª giornata | Modena | 2 – 2 | Brescia |  |

| 15 maggio 1955 31ª giornata | Como | 0 – 1 | Modena |  |

| 22 maggio 1955 32ª giornata | Modena | 3 – 0 | Salernitana |  |

| 5 giugno 1955 33ª giornata | Treviso | 1 – 1 | Modena |  |

| 12 giugno 1955 34ª giornata | Modena | 1 – 0 | Messina |  |

## Statistiche

### Statistiche di squadra
| Competizione | Punti | In casa | In casa | In casa | In casa | In casa | In casa | In trasferta | In trasferta | In trasferta | In trasferta | In trasferta | In trasferta | Totale | Totale | Totale | Totale | Totale | Totale | DR  |
| Competizione | Punti | G       | V       | N       | P       | Gf      | Gs      | G            | V            | N            | P            | Gf           | Gs           | G      | V      | N      | P      | Gf     | Gs     | DR  |
| ------------ | ----- | ------- | ------- | ------- | ------- | ------- | ------- | ------------ | ------------ | ------------ | ------------ | ------------ | ------------ | ------ | ------ | ------ | ------ | ------ | ------ | --- |
| Serie B      | 40    | 17      | 12      | 4       | 1       | 33      | 12      | 17           | 1            | 10           | 6            | 9            | 18           | 34     | 13     | 14     | 7      | 42     | 30     | +12 |

### Statistiche dei giocatori
| Giocatore       | Serie B  | Serie B |
| Giocatore       | Presenze | Reti    |
| --------------- | -------- | ------- |
| I. Acconcia     | 9        | 0       |
| R. Braglia      | 25       | 0       |
| B. Cabas        | 27       | 12      |
| G. Calzolari    | 3        | 1       |
| A. Franci       | 4        | -1      |
| A. Giammarinaro | 32       | 8       |
| E. Lodi         | 31       | 0       |
| O. Lugli        | 25       | 2       |
| E. Malavasi     | 27       | 4       |
| F. Martinelli   | 33       | 0       |
| B. Parodi       | 3        | 1       |
| M. Pallaoro     | 4        | 0       |
| L. Panetti      | 30       | -29     |
| B. Perissinotto | 1        | 0       |
| A. Ponzoni      | 23       | 4       |
| L. Robotti      | 34       | 4       |
| N. Rosini       | 1        | 0       |
| L. Scarascia    | 31       | 4       |
| G. Spezzani     | 9        | 0       |
| E. Zambarda     | 22       | 0       |